# Guard's Cemetery, Windy Corner
Le Guard's Cemetery, Windy Corner est un cimetière de la Première Guerre mondiale situé à Cuinchy dans le département français du Pas-de-Calais.

## Sépultures
| Pays        | Sépultures |
| ----------- | ---------- |
| Royaume-Uni | 3 702      |
| Canada      | 32         |
| Inde        | 9          |
| Total       | 3 443      |

## Pour approfondir